# Panzerregiment von Lauchert
Het Panzerregiment von Lauchert was een Duits tankregiment van de Wehrmacht tijdens de Tweede Wereldoorlog.

## Krijgsgeschiedenis
Panzerregiment von Lauchert werd opgericht in juni 1943 in Rusland. De staf van Panzerregiment 39 werd in juli 1943 ingezet bij Panzerbrigade 10 om het bevel over de Panzer-Abteilungen 51 en 52 (beide uitgerust met de nieuwe PzKw V Panther op zich te nemen in de Slag om Koersk.
Op 17 juli werd Panzer-Abteilungen 51 verwijderd uit het regiment en op 28 juli ook Panzer-Abteilungen 52, waarmee alleen de staf overbleef. Dat was het einde van het regiment.

## Samenstelling bij oprichting
- Panzer-Abteilungen 51 met 4 compagnieën (1-4)
- Panzer-Abteilungen 52 met 4 compagnieën (1-4)

## Opmerkingen over schrijfwijze
- Abteilung is in dit geval in het Nederlands een tankbataljon.

## Commandanten
| Rang  | Naam                 | Begin     | Eind           |
| ----- | -------------------- | --------- | -------------- |
| Major | Meinrad von Lauchert | juni 1943 | eind juli 1943 |

Panzerregiment 1 · Panzerregiment 2 · Panzerregiment 3 · Panzerregiment 4 · Panzerregiment 5 · Panzerregiment 6 · Panzerregiment 7 · Panzerregiment 8 · Panzerregiment 9 · Panzerregiment 10 · Panzerregiment 11 · Panzerregiment 15 · Panzerregiment 16 · Panzerregiment 17 · Panzerregiment 18 · Panzerregiment 21 · Panzerregiment 22 · Panzerregiment 23 · Panzerregiment 24 · Panzerregiment 25 · Panzerregiment 26 · Panzerregiment 27 · Panzerregiment 28 · Panzerregiment 29 · Panzerregiment 31 · Panzerregiment 33  · Panzerregiment 35 · Panzerregiment 36 · Panzerregiment 39 · Panzerregiment 69 · Panzerregiment 80 · Panzerregiment 100 · Panzerregiment 101 · Panzerregiment 102 · Panzerregiment 116 · Panzerregiment 118 · Panzer-Lehr-Regiment 130 · Panzerregiment 201 · Panzerregiment 202 · Panzerregiment 203 · Panzerregiment 204 · Schweres Panzer-Regiment Bäke · Panzerregiment Brandenburg · Panzerregiment Coburg · Panzerregiment Feldherrnhalle · Panzerregiment Feldherrnhalle 2 · Panzerregiment Hermann Göring · Panzerregiment Großdeutschland · Panzerregiment Kurmark · Panzerregiment von Lauchert · Panzerregiment Major Rettemeier · Fallschirm-Panzerregiment 1 · Fallschirm-Panzerregiment 21 · SS-Panzerregiment 1 LSSAH · SS-Panzerregiment 2 · SS-Panzerregiment 3 · SS-Panzerregiment 5 · SS-Panzerregiment 9 · SS-Panzerregiment 10 · SS-Panzerregiment 11 · SS-Panzerregiment 12